# Jolanta Brach-Czaina
Jolanta Brach-Czaina (ur. w Warszawie, zm. 16 marca 2021) – polska filozofka i feministka; profesor filozofii, wieloletnia wykładowczyni akademicka; autorka i współautorka książek z zakresu estetyki, filozofii sztuki i kultury, antropologii, gender studies.

## Życiorys
Pisała o sobie: Jolanta, córka Ireny, wnuczka Bronisławy, prawnuczka Ludwiki.
Urodziła się w Warszawie. W 1955 ukończyła Liceum im. Klementyny Hoffmanowej. W latach 1955–1957 studiowała fizykę, a później przeniosła się na studia filozoficzne na Uniwersytecie Warszawskim. Studiowała również reżyserię na Międzynarodowym Uniwersytecie Teatralnym w Paryżu. 
W Szkole Nauk Społecznych Instytutu Filozofii i Socjologii PAN prowadziła seminarium „Kobiecość i męskość w kulturze współczesnej”, które zaowocowało książką „Od kobiety do mężczyzny i z powrotem. Rozważania o płci w kulturze” wydanej w 1997. Wykładała na Uniwersytecie w Białymstoku, gdzie była drugim w kolejności kierownikiem Zakładu Wychowania Estetycznego na Wydziale Pedagogiki i Psychologii (powstałym w 1978 roku). I to właśnie za jej kadencji w 1995 roku Zakład ten zmienił nazwę na Zakład Kulturoznawstwa. Pracowała też na SWPS Uniwersytecie Humanistycznospołecznym z siedzibą w Warszawie.

Autorka m.in. książek Szczeliny istnienia (1992) i Błony umysłu (2003). Pierwsza z nich została wyróżniona nagrodą Polskiego Towarzystwa Wydawców Książek w 1994 – nazwana jest „biblią feminizmu” i jedną z najważniejszych prac filozoficznych ostatnich lat.
Jej wydany w 1992 esej Szczeliny istnienia był wydarzeniem literackim najwyższej rangi. Entuzjastycznie odebrany przez krytyków i wyróżniony nagrodą Polskiego Towarzystwa Wydawców Książek cieszył się ogromnym zainteresowaniem publiczności. Czytelnicy przyjmowali tę książkę w sposób niezwykle osobisty. Wydawało się, że przemawia ona różnymi językami egzystencji, że opisuje rozmaite doświadczenia – matki, więźnia, ofiary, umierającego i przychodzącego na świat. W istocie esej Brach-Czainy mówił o egzystencji, o tym, co znaczy, że coś jest, że jestem, że ktoś jest. Być – to według autorki podejmować wysiłek istnienia. Porządkować. Krzątać się. Troszczyć się i zabiegać. W perspektywie egzystencjalnej ciekawy jest nie tylko wysiłek intelektualny, wysiłek pisarza i filozofa. Ciekawa jest także codzienna egzystencja, zwyczajne bycie. W ten sposób dowartościowane zostało to, co zwykle uchodzi obserwacji: codzienna krzątanina, sfera działań podejmowanych przez zwykłych ludzi, wysiłek kobiety. Książkę Brach-Czainy nazwano „biblią feminizmu”, w kręgu badań feministycznych pełniła ona rolę intelektualnego bodźca. Esej okazał się inspirujący także dla refleksji historycznoliterackiej. Dzięki niemu wydobyto na światło dzienne egzystencjalne przesłanie poezji Różewicza i Białoszewskiego. Książka Brach-Czainy to jedna z najważniejszych prac ostatniego półwiecza. Kongenialne połączenie filozoficznej precyzji i poetyckiego słowa. Intelektualnej nośności i literackiego uniwersalizmu. Arcydzieło.
.

## Publikacje
- Na drogach dwudziestowiecznej myśli teatralnej, 1975.
- Etos nowej sztuki, Warszawa: PWN, 1984.
- Estetyka pragnień, Lublin: Wydawnictwo Lubelskie, 1988.
- Twórczy odbiór sztuki, Białystok: Dział Wydawnictw Filii UW, 1992.
- Szczeliny istnienia, Warszawa: PIW, 1992; Kraków: eFKa 1998, 2006, wznowienie – wydawnictwo Dowody na Istnienie, 2018, ISBN 978-83-65970-25-1[8]
- Primum philosophari, Warszawa: Oficyna Naukowa, 1993.
- Od kobiety do mężczyzny i z powrotem: rozważania o płci w kulturze (red.), Białystok: Trans Humana, 1997.
- Błony umysłu, Warszawa: Sic!, 2003.